# والیبال در المپیک تابستانی ۲۰۲۴ – مسابقات مردان
مسابقات والیبال مردان در المپیک تابستانی ۲۰۲۴، شانزدهمین دوره این رویداد در المپیک تابستانی خواهد بود که توسط هیئت حاکمه جهان، FIVB ، و با همکاری کمیته بین‌المللی المپیک برگزار می‌شود. این مسابقات از ۲۷ ژوئیه تا ۱۰ اوت ۲۰۲۴ در پاریس، پایتخت فرانسه برگزار شد. این نخستین‌بار در تاریخ مسابقات والیبال المپیک است که هر تیم شرکت کننده حق دارد یک ورزشکار غیرمسابقه (AP) را برای جایگزینی یک ورزشکار به دلایل پزشکی وارد کند. به این ترتیب، فهرست تیم‌ها از ۱۲ به ۱۳ ورزشکار افزایش می‌یابد. 

## برنامه مسابقات
برنامه مسابقات در ۲ ژوئیه ۲۰۲۴ اعلام شد. 
| پ | دور مقدماتی | ¼ | یک چهارم نهایی | ½ | نیمه نهایی | ب | مسابقه مدال برنز | اف | نهایی |

| شنبه ۲۷ | یکشنبه ۲۸ | دوشنبه ۲۹ | سه شنبه ۳۰ | چهارشنبه ۳۱ | پنج شنبه ۱ | جمعه ۲ | شنبه ۳ | خورشید ۴ | دوشنبه ۵ | سه شنبه ۶ | چهارشنبه ۷ | پنج شنبه ۸ | جمعه ۹ | شنبه ۱۰ |
| ------- | --------- | --------- | ---------- | ----------- | ---------- | ------ | ------ | -------- | -------- | --------- | ---------- | ---------- | ------ | ------- |
| پ       | پ         |           | پ          | پ           |            | پ      | پ      |          | ¼        |           | ½          |            | ب      | اف      |

## صلاحیت
| گزینش                       | گزینش                       | تاریخ                     | مکان        | شمارش | تیم برگزیده         |
| --------------------------- | --------------------------- | ------------------------- | ----------- | ----- | ------------------- |
| میزبان                      | میزبان                      | —                         | —           | ۱     | فرانسه              |
| مسابقات انتخابی المپیک FIVB | Pool A                      | ۳۰ سپتامبر – ۸ اکتبر ۲۰۲۳ | ریودوژانیرو | ۲     | آلمان               |
| مسابقات انتخابی المپیک FIVB | Pool A                      | ۳۰ سپتامبر – ۸ اکتبر ۲۰۲۳ | ریودوژانیرو | ۲     | برزیل               |
| مسابقات انتخابی المپیک FIVB | Pool B                      | ۳۰ سپتامبر – ۸ اکتبر ۲۰۲۳ | توکیو       | ۲     | ایالات متحده آمریکا |
| مسابقات انتخابی المپیک FIVB | Pool B                      | ۳۰ سپتامبر – ۸ اکتبر ۲۰۲۳ | توکیو       | ۲     | ژاپن                |
| مسابقات انتخابی المپیک FIVB | Pool C                      | ۳۰ سپتامبر – ۸ اکتبر ۲۰۲۳ | شی‌آن        | ۲     | لهستان              |
| مسابقات انتخابی المپیک FIVB | Pool C                      | ۳۰ سپتامبر – ۸ اکتبر ۲۰۲۳ | شی‌آن        | ۲     | کانادا              |
| مسیر صلاحیت رتبه بندی جهانی | مسیر صلاحیت رتبه بندی جهانی | ۲۴ ژوئیه ۲۰۲۴             | —           | ۵     | اسلوونی             |
| مسیر صلاحیت رتبه بندی جهانی | مسیر صلاحیت رتبه بندی جهانی | ۲۴ ژوئیه ۲۰۲۴             | —           | ۵     | ایتالیا             |
| مسیر صلاحیت رتبه بندی جهانی | مسیر صلاحیت رتبه بندی جهانی | ۲۴ ژوئیه ۲۰۲۴             | —           | ۵     | آرژانتین            |
| مسیر صلاحیت رتبه بندی جهانی | مسیر صلاحیت رتبه بندی جهانی | ۲۴ ژوئیه ۲۰۲۴             | —           | ۵     | صربستان             |
| مسیر صلاحیت رتبه بندی جهانی | مسیر صلاحیت رتبه بندی جهانی | ۲۴ ژوئیه ۲۰۲۴             | —           | ۵     | مصر                 |
| کل                          | کل                          | کل                        | کل          | ۱۲    |                     |

## قالب
با تغییر فرمت نسبت به ۹ دوره قبلی المپیک، این مسابقات در سه گروه با چهار تیم در مرحله مقدماتی حضور خواهد داشت (از المپیک تابستانی ۱۹۷۲ تا المپیک تابستانی ۲۰۲۰ تیم‌ها در دو گروه قرار گرفتند). در این دور تیم‌ها به صورت رفت و برگشت به رقابت خواهند پرداخت. دو تیم بالاترین رتبه در هر گروه و بهترین دو تیم سوم به مرحله حذفی (یک چهارم نهایی) راه یافتند.
مرحله حذفی از فرمت تک حذفی پیروی کرد. مسابقات بر اساس سیستم رتبه‌بندی ترکیبی تیم‌ها، # ۱ در مقابل # 8 (QF1)، #۲ در مقابل #7 (QF2)، #۳ در مقابل #6 (QF3)، #۴ در مقابل #5 (QF4) تعیین می‌شود. برندگان به نیمه نهایی راه می‌یابند، QF1 در مقابل QF4، QF3 در مقابل QF2. بازنده‌ها برای مدال برنز و برندگان برای مدال طلا به رقابت خواهند پرداخت. 

## قرعه‌کشی
دوازده تیم واجد شرایط براساس جایگاه خود در رده‌بندی جهانی FIVB تا ۲۴ ژوئن ۲۰۲۴ به پایان رسید. به عنوان تیم میزبان، فرانسه اول شد و در جایگاه اول گروه A قرار گرفت. دو تیم برتر رتبه دوم و سوم به ترتیب در بالای گروه B و C قرار گرفتند. ۹ تیم باقی مانده در سه کاسه از سه تیم هر کدام بر اساس موقعیت خود در رده‌بندی جهانی توزیع شدند و با استفاده از سیستم سرپانتین برای خط بذر خود به خط به خط کشیده شدند.  قرعه کشی در ۲۶ ژوئن ۲۰۲۴ انجام شد.  رده‌بندی‌ها در داخل پرانتز نشان داده می‌شوند به جز میزبان‌هایی که رتبه هفتم را کسب کرده‌اند. 

### گلدان‌ها
| تیم‌های پایه            | گلدان ۱                                 | گلدان ۲                   | گلدان ۳               |
| ---------------------- | --------------------------------------- | ------------------------- | --------------------- |
| فرانسه · لهستان · ژاپن | اسلوونی · ایتالیا · ایالات متحده آمریکا | برزیل · آرژانتین · کانادا | صربستان · آلمان · مصر |

### ترکیب گلدان‌ها
| گلدان A         | گلدان B     | گلدان C                 |
| --------------- | ----------- | ----------------------- |
| فرانسه (میزبان) | لهستان (1)  | ژاپن (2)                |
| اسلوونی (3)     | ایتالیا (4) | ایالات متحده آمریکا (5) |
| کانادا (9)      | برزیل (6)   | آرژانتین (8)            |
| صربستان (10)    | مصر (19)    | آلمان (11)              |

## روش ایستادن گلدان و سیستم رتبه‌بندی ترکیبی تیم‌ها
روش ایستادن گلدان  برای تعیین رده‌بندی تیم‌ها پس از مرحله گروهی، معیارهای زیر باید اعمال شود: 
1. تعداد مسابقات برنده شده
2. امتیاز مسابقه
3. نسبت ست‌های برنده شده
4. نسبت امتیاز کسب‌شده
5. نتیجه آخرین بازی رو در روی تیم‌های برابر

بازی ۳-۰ یا ۳-۱ برنده شد: ۳ امتیاز مسابقه برای برنده، ۰ امتیاز مسابقه برای بازنده
 بازی ۳–۲ برد: ۲ امتیاز مسابقه برای برنده، ۱ امتیاز مسابقه برای بازنده 

سیستم رتبه‌بندی ترکیبی تیم‌ها
 به منظور تعیین تیم‌های حاضر در مرحله یک چهارم نهایی و بازی‌های آنها:
1. موقعیت گلدان
2. تعداد مسابقات برنده شده
3. امتیاز کسب‌شده در هر مسابقه
4. نسبت ست‌های برنده شده
5. نسبت امتیاز کسب‌شده
6. مسابقات رو در رو
7. رتبه‌بندی جهانی

## داورها
داوران این دوره از بازی‌ها به شرح زیر بودند.
- Karina Rene
- Angela Grass
- Ivaylo Ivanov
- Scott Dziewirz
- Wang Ziling
- Denny Cespedes
- Wael Kandil
- Fabrice Collados
- Epaminondas Gerothodoros
- Stefano Cesare
- Sumie Myoi
- Wojciech Maroszek
- Juraj Mokrý
- Vladimir Simonović
- Nurper Özbar
- Hamid Al-Rousi

## دور مقدماتی
- همه زمان‌ها به وقت تابستانی اروپای مرکزی ( UTC+02:00 ) است.

### دسته A
| رتبه | تیم        | بازی | برد | باخت | امتیاز | SW | SL | SR    | SPW | SPL | SPR   | صلاحیت   |
| ---- | ---------- | ---- | --- | ---- | ------ | -- | -- | ----- | --- | --- | ----- | -------- |
| ۱    | اسلوونی    | 3    | 3   | 0    | 8      | 9  | 3  | ۳٫۰۰۰ | 282 | 252 | ۱٫۱۱۹ | دور حذفی |
| ۲    | فرانسه (H) | 3    | 2   | 1    | 6      | 8  | 5  | ۱٫۶۰۰ | 290 | 260 | ۱٫۱۱۵ | دور حذفی |
| ۳    | صربستان    | 3    | 1   | 2    | 3      | 5  | 8  | ۰٫۶۲۵ | 256 | 293 | ۰٫۸۷۴ |          |
| ۴    | کانادا     | 3    | 0   | 3    | 1      | 3  | 9  | ۰٫۳۳۳ | 254 | 277 | ۰٫۹۱۷ |          |

| ۲۸ ژوئیه ۲۰۲۴ ۱۷:۰۰ | فرانسه                                       | ۳–۲ | صربستان | ورزشگاه جنوبی ۱, پاریس تماشاگران: ۹٬۳۷۲ داورها: Juraj Mokrý (SVK)، Hamid Al-Rousi (UAE) |
| ۲۸ ژوئیه ۲۰۲۴ ۱۷:۰۰ | (۲۳–۲۵, ۲۵–۱۷, ۲۵–۱۷, ۲۱–۲۵, ۱۵–۶) P2 Report |     |         | ورزشگاه جنوبی ۱, پاریس تماشاگران: ۹٬۳۷۲ داورها: Juraj Mokrý (SVK)، Hamid Al-Rousi (UAE) |

| ۲۸ ژوئیه ۲۰۲۴ ۲۱:۰۰ | اسلوونی                                | ۳–۱ | کانادا | ورزشگاه جنوبی ۱ , پاریس تماشاگران: ۹٬۳۸۱ داورها: Wojciech Maroszek (POL)، Wael Kandil (EGY) |
| ۲۸ ژوئیه ۲۰۲۴ ۲۱:۰۰ | (۲۵–۲۱, ۲۵–۲۰, ۲۰–۲۵, ۲۵–۲۱) P2 Report |     |        | ورزشگاه جنوبی ۱ , پاریس تماشاگران: ۹٬۳۸۱ داورها: Wojciech Maroszek (POL)، Wael Kandil (EGY) |

| ۳۰ ژوئیه ۲۰۲۴ ۱۷:۰۰ | اسلوونی                         | ۳–۰ | صربستان | ورزشگاه جنوبی ۱, پاریس تماشاگران: ۹٬۱۳۸ داورها: Denny Cespedes (DOM)، Stefano Cesare (ITA) |
| ۳۰ ژوئیه ۲۰۲۴ ۱۷:۰۰ | (۲۵–۲۱, ۲۵–۱۹, ۲۵–۱۹) P2 Report |     |         | ورزشگاه جنوبی ۱, پاریس تماشاگران: ۹٬۱۳۸ داورها: Denny Cespedes (DOM)، Stefano Cesare (ITA) |

| ۳۰ ژوئیه ۲۰۲۴ ۲۱:۰۰ | فرانسه                          | ۳–۰ | کانادا | ورزشگاه جنوبی ۱, پاریس تماشاگران: ۹٬۳۶۵ داورها: Ivaylo Ivanov (BUL)، Epaminondas Gerothodoros (GRE) |
| ۳۰ ژوئیه ۲۰۲۴ ۲۱:۰۰ | (۲۵–۲۰, ۲۵–۲۱, ۲۵–۱۷) P2 Report |     |        | ورزشگاه جنوبی ۱, پاریس تماشاگران: ۹٬۳۶۵ داورها: Ivaylo Ivanov (BUL)، Epaminondas Gerothodoros (GRE) |

| ۲ اوت ۲۰۲۴ ۱۷:۰۰ | فرانسه                                        | ۲–۳ | اسلوونی | ورزشگاه جنوبی ۱, پاریس تماشاگران: ۹٬۵۰۵ داورها: Vladimir Simonović (SUI)، Wojciech Maroszek (POL) |
| ۲ اوت ۲۰۲۴ ۱۷:۰۰ | (۲۰–۲۵, ۲۳–۲۵, ۲۷–۲۵, ۲۵–۲۲, ۱۱–۱۵) P2 Report |     |         | ورزشگاه جنوبی ۱, پاریس تماشاگران: ۹٬۵۰۵ داورها: Vladimir Simonović (SUI)، Wojciech Maroszek (POL) |

| ۳ اوت ۲۰۲۴ ۲۱:۰۰ | کانادا                                        | ۲–۳ | صربستان | ورزشگاه جنوبی ۱, پاریس تماشاگران: ۹٬۳۹۸ داورها: Stefano Cesare (ITA)، Epaminondas Gerothodoros (GRE) |
| ۳ اوت ۲۰۲۴ ۲۱:۰۰ | (۲۵–۱۶, ۲۵–۲۲, ۲۴–۲۶, ۱۹–۲۵, ۱۶–۱۸) P2 Report |     |         | ورزشگاه جنوبی ۱, پاریس تماشاگران: ۹٬۳۹۸ داورها: Stefano Cesare (ITA)، Epaminondas Gerothodoros (GRE) |

### دسته B
| رتبه | تیم     | بازی | برد | باخت | امتیاز | SW | SL | SR    | SPW | SPL | SPR   | صلاحیت   |
| ---- | ------- | ---- | --- | ---- | ------ | -- | -- | ----- | --- | --- | ----- | -------- |
| ۱    | ایتالیا | 3    | 3   | 0    | 9      | 9  | 2  | ۴٫۵۰۰ | 269 | 224 | ۱٫۲۰۱ | دور حذفی |
| ۲    | لهستان  | 3    | 2   | 1    | 5      | 7  | 5  | ۱٫۴۰۰ | 260 | 256 | ۱٫۰۱۶ | دور حذفی |
| ۳    | برزیل   | 3    | 1   | 2    | 4      | 6  | 6  | ۱٫۰۰۰ | 273 | 241 | ۱٫۱۳۳ | دور حذفی |
| ۴    | مصر     | 3    | 0   | 3    | 0      | 0  | 9  | ۰٫۰۰۰ | 144 | 225 | ۰٫۶۴۰ |          |

| ۲۷ ژوئیه ۲۰۲۴ ۱۳:۰۰ | ایتالیا                                | ۳–۱ | برزیل | ورزشگاه جنوبی ۱, پاریس تماشاگران: ۹٬۴۸۵ داورها: Vladimir Simonovic (SUI)، Scott Dziewirz (CAN) |
| ۲۷ ژوئیه ۲۰۲۴ ۱۳:۰۰ | (۲۵–۲۳, ۲۷–۲۵, ۱۸–۲۵, ۲۵–۲۱) P2 Report |     |       | ورزشگاه جنوبی ۱, پاریس تماشاگران: ۹٬۴۸۵ داورها: Vladimir Simonovic (SUI)، Scott Dziewirz (CAN) |

| ۲۷ ژوئیه ۲۰۲۴ ۱۷:۰۰ | لهستان                          | ۳–۰ | مصر | ورزشگاه جنوبی ۱, پاریس تماشاگران: ۹٬۴۰۸ داورها: Epaminondas Gerothodoros (GRE)، Ivaylo Ivanov (BUL) |
| ۲۷ ژوئیه ۲۰۲۴ ۱۷:۰۰ | (۲۵–۲۱, ۲۵–۱۹, ۲۵–۱۳) P2 Report |     |     | ورزشگاه جنوبی ۱, پاریس تماشاگران: ۹٬۴۰۸ داورها: Epaminondas Gerothodoros (GRE)، Ivaylo Ivanov (BUL) |

| ۳۰ ژوئیه ۲۰۲۴ ۰۹:۰۰ | ایتالیا                         | ۳–۰ | مصر | ورزشگاه جنوبی ۱, پاریس تماشاگران: ۹٬۴۱۵ داورها: Hamid Al-Rousi (UAE)، Wojciech Maroszek (POL) |
| ۳۰ ژوئیه ۲۰۲۴ ۰۹:۰۰ | (۲۵–۱۵, ۲۵–۱۶, ۲۵–۲۰) P2 Report |     |     | ورزشگاه جنوبی ۱, پاریس تماشاگران: ۹٬۴۱۵ داورها: Hamid Al-Rousi (UAE)، Wojciech Maroszek (POL) |

| ۳۱ ژوئیه ۲۰۲۴ ۰۹:۰۰ | لهستان                                        | ۳–۲ | برزیل | ورزشگاه جنوبی ۱, پاریس تماشاگران: ۹٬۴۶۴ داورها: Stefano Cesare (ITA)، Denny Cespedes (DOM) |
| ۳۱ ژوئیه ۲۰۲۴ ۰۹:۰۰ | (۲۲–۲۵, ۲۵–۱۹, ۱۹–۲۵, ۲۵–۲۳, ۱۵–۱۲) P2 Report |     |       | ورزشگاه جنوبی ۱, پاریس تماشاگران: ۹٬۴۶۴ داورها: Stefano Cesare (ITA)، Denny Cespedes (DOM) |

| ۲ اوت ۲۰۲۴ ۱۳:۰۰ | برزیل                           | ۳–۰ | مصر | ورزشگاه جنوبی ۱, پاریس تماشاگران: ۹٬۴۰۷ داورها: Scott Dziewirz (CAN)، Wang Ziling (CHN) |
| ۲ اوت ۲۰۲۴ ۱۳:۰۰ | (۲۵–۱۱, ۲۵–۱۳, ۲۵–۱۶) P2 Report |     |     | ورزشگاه جنوبی ۱, پاریس تماشاگران: ۹٬۴۰۷ داورها: Scott Dziewirz (CAN)، Wang Ziling (CHN) |

| ۳ اوت ۲۰۲۴ ۱۷:۰۰ | لهستان                                 | ۱–۳ | ایتالیا | ورزشگاه جنوبی ۱, پاریس تماشاگران: ۹٬۴۴۱ داورها: Juraj Mokrý (SVK)، Denny Cespedes (DOM) |
| ۳ اوت ۲۰۲۴ ۱۷:۰۰ | (۱۵–۲۵, ۱۸–۲۵, ۲۶–۲۴, ۲۰–۲۵) P2 Report |     |         | ورزشگاه جنوبی ۱, پاریس تماشاگران: ۹٬۴۴۱ داورها: Juraj Mokrý (SVK)، Denny Cespedes (DOM) |

### دسته C
| رتبه | تیم                 | بازی | برد | باخت | امتیاز | SW | SL | SR    | SPW | SPL | SPR   | صلاحیت   |
| ---- | ------------------- | ---- | --- | ---- | ------ | -- | -- | ----- | --- | --- | ----- | -------- |
| ۱    | ایالات متحده آمریکا | 3    | 3   | 0    | 8      | 9  | 3  | ۳٫۰۰۰ | 270 | 232 | ۱٫۱۶۴ | دور حذفی |
| ۲    | آلمان               | 3    | 2   | 1    | 6      | 8  | 5  | ۱٫۶۰۰ | 287 | 264 | ۱٫۰۸۷ | دور حذفی |
| ۳    | ژاپن                | 3    | 1   | 2    | 4      | 6  | 7  | ۰٫۸۵۷ | 278 | 292 | ۰٫۹۵۲ | دور حذفی |
| ۴    | آرژانتین            | 3    | 0   | 3    | 0      | 1  | 9  | ۰٫۱۱۱ | 196 | 243 | ۰٫۸۰۷ |          |

| ۲۷ ژوئیه ۲۰۲۴ ۰۹:۰۰ | ژاپن                                          | ۲–۳ | آلمان | ورزشگاه جنوبی ۱, پاریس تماشاگران: ۹٬۸۹۷ داورها: Fabrice Collados (FRA)، Denny Cespedes (DOM) |
| ۲۷ ژوئیه ۲۰۲۴ ۰۹:۰۰ | (۱۷–۲۵, ۲۵–۲۳, ۲۵–۲۰, ۲۸–۳۰, ۱۲–۱۵) P2 Report |     |       | ورزشگاه جنوبی ۱, پاریس تماشاگران: ۹٬۸۹۷ داورها: Fabrice Collados (FRA)، Denny Cespedes (DOM) |

| ۲۷ ژوئیه ۲۰۲۴ ۲۱:۰۰ | ایالات متحده آمریکا             | ۳–۰ | آرژانتین | ورزشگاه جنوبی ۱, پاریس تماشاگران: ۹٬۴۶۴ داورها: Stefano Cesare (ITA)، Wojciech Maroszek (POL) |
| ۲۷ ژوئیه ۲۰۲۴ ۲۱:۰۰ | (۲۵–۲۰, ۲۵–۱۹, ۲۵–۱۶) P2 Report |     |          | ورزشگاه جنوبی ۱, پاریس تماشاگران: ۹٬۴۶۴ داورها: Stefano Cesare (ITA)، Wojciech Maroszek (POL) |

| ۳۰ ژوئیه ۲۰۲۴ ۱۳:۰۰ | ایالات متحده آمریکا                           | ۳–۲ | آلمان | ورزشگاه جنوبی ۱, پاریس تماشاگران: ۹٬۲۷۵ داورها: Scott Dziewirz (CAN)، Vladimir Simonović (SUI) |
| ۳۰ ژوئیه ۲۰۲۴ ۱۳:۰۰ | (۲۵–۲۱, ۲۵–۱۷, ۱۷–۲۵, ۲۰–۲۵, ۱۵–۱۱) P2 Report |     |       | ورزشگاه جنوبی ۱, پاریس تماشاگران: ۹٬۲۷۵ داورها: Scott Dziewirz (CAN)، Vladimir Simonović (SUI) |

| ۳۱ ژوئیه ۲۰۲۴ ۱۳:۰۰ | ژاپن                                   | ۳–۱ | آرژانتین | ورزشگاه جنوبی ۱, پاریس تماشاگران: ۹٬۴۷۴ داورها: Wojciech Maroszek (POL)، Vladimir Simonović (SUI) |
| ۳۱ ژوئیه ۲۰۲۴ ۱۳:۰۰ | (۲۵–۱۶, ۲۵–۲۲, ۱۸–۲۵, ۲۵–۲۳) P2 Report |     |          | ورزشگاه جنوبی ۱, پاریس تماشاگران: ۹٬۴۷۴ داورها: Wojciech Maroszek (POL)، Vladimir Simonović (SUI) |

| ۲ اوت ۲۰۲۴ ۰۹:۰۰ | آرژانتین                        | ۰–۳ | آلمان | ورزشگاه جنوبی ۱, پاریس تماشاگران: ۹٬۴۵۵ داورها: Fabrice Collados (FRA)، Hamid Al-Rousi (UAE) |
| ۲ اوت ۲۰۲۴ ۰۹:۰۰ | (۱۳–۲۵, ۲۱–۲۵, ۲۱–۲۵) P2 Report |     |       | ورزشگاه جنوبی ۱, پاریس تماشاگران: ۹٬۴۵۵ داورها: Fabrice Collados (FRA)، Hamid Al-Rousi (UAE) |

| ۲ اوت ۲۰۲۴ ۲۱:۰۰ | ژاپن                                   | ۱–۳ | ایالات متحده آمریکا | ورزشگاه جنوبی ۱, پاریس تماشاگران: ۹٬۳۶۹ داورها: Ivaylo Ivanov (BUL)، Juraj Mokrý (SVK) |
| ۲ اوت ۲۰۲۴ ۲۱:۰۰ | (۱۶–۲۵, ۱۸–۲۵, ۲۵–۱۸, ۱۹–۲۵) P2 Report |     |                     | ورزشگاه جنوبی ۱, پاریس تماشاگران: ۹٬۳۶۹ داورها: Ivaylo Ivanov (BUL)، Juraj Mokrý (SVK) |

### رتبه ترکیبی
| رتبه | Pool | تیم                 | بازی | برد | باخت | امتیاز | SW | SL | SR    | SPW | SPL | SPR   | Rank               |
| ---- | ---- | ------------------- | ---- | --- | ---- | ------ | -- | -- | ----- | --- | --- | ----- | ------------------ |
| ۱    | B    | ایتالیا             | 3    | 3   | 0    | 9      | 9  | 2  | ۴٫۵۰۰ | 269 | 224 | ۱٫۲۰۱ | نخست در دور گروهی  |
| ۲    | C    | ایالات متحده آمریکا | 3    | 3   | 0    | 8      | 9  | 3  | ۳٫۰۰۰ | 270 | 232 | ۱٫۱۶۴ | نخست در دور گروهی  |
| ۳    | A    | اسلوونی             | 3    | 3   | 0    | 8      | 9  | 3  | ۳٫۰۰۰ | 282 | 252 | ۱٫۱۱۹ | نخست در دور گروهی  |
|      |      |                     |      |     |      |        |    |    |       |     |     |       |                    |
| ۴    | A    | فرانسه (H)          | 3    | 2   | 1    | 6      | 8  | 5  | ۱٫۶۰۰ | 290 | 260 | ۱٫۱۱۵ | دوم در دور گروهی   |
| ۵    | C    | آلمان               | 3    | 2   | 1    | 6      | 8  | 5  | ۱٫۶۰۰ | 287 | 264 | ۱٫۰۸۷ | دوم در دور گروهی   |
| ۶    | B    | لهستان              | 3    | 2   | 1    | 5      | 7  | 5  | ۱٫۴۰۰ | 260 | 256 | ۱٫۰۱۶ | دوم در دور گروهی   |
|      |      |                     |      |     |      |        |    |    |       |     |     |       |                    |
| ۷    | B    | برزیل               | 3    | 1   | 2    | 4      | 6  | 6  | ۱٫۰۰۰ | 273 | 241 | ۱٫۱۳۳ | سوم در دور گروهی   |
| ۸    | C    | ژاپن                | 3    | 1   | 2    | 4      | 6  | 7  | ۰٫۸۵۷ | 278 | 292 | ۰٫۹۵۲ | سوم در دور گروهی   |
| ۹    | A    | صربستان             | 3    | 1   | 2    | 3      | 5  | 8  | ۰٫۶۲۵ | 256 | 293 | ۰٫۸۷۴ | سوم در رده‌بندی     |
|      |      |                     |      |     |      |        |    |    |       |     |     |       |                    |
| ۱۰   | A    | کانادا              | 3    | 0   | 3    | 1      | 3  | 9  | ۰٫۳۳۳ | 254 | 277 | ۰٫۹۱۷ | چهارم در دور گروهی |
| ۱۱   | C    | آرژانتین            | 3    | 0   | 3    | 0      | 1  | 9  | ۰٫۱۱۱ | 196 | 243 | ۰٫۸۰۷ | چهارم در دور گروهی |
| ۱۲   | B    | مصر                 | 3    | 0   | 3    | 0      | 0  | 9  | ۰٫۰۰۰ | 144 | 225 | ۰٫۶۴۰ | چهارم در دور گروهی |

## مرحله حذفی

### جدول
|  | دور حذفی            | دور حذفی            |         |   | نیمه‌نهایی        | نیمه‌نهایی        |  |  | مسابقه مدال طلا | مسابقه مدال طلا |
|  |                     |                     |         |   |                  |                  |  |  |                 |                 |
|  | ۵ اوت               |                     |         |   |                  |                  |  |  |                 |                 |
|  |                     |                     |         |   |                  |                  |  |  |                 |                 |
|  | ایتالیا             | ۳                   |         |   |                  |                  |  |  |                 |                 |
|  | ایتالیا             | ۳                   | ۷ اوت   |   |                  |                  |  |  |                 |                 |
|  | ژاپن                | ۲                   |         |   |                  |                  |  |  |                 |                 |
|  | ژاپن                | ۲                   | ایتالیا | ۰ |                  |                  |  |  |                 |                 |
|  | ۵ اوت               |                     | ایتالیا | ۰ |                  |                  |  |  |                 |                 |
|  |                     | فرانسه              | ۳       |   |                  |                  |  |  |                 |                 |
|  | فرانسه              | فرانسه              | ۳       | ۳ |                  |                  |  |  |                 |                 |
|  | فرانسه              |                     | ۱۰ اوت  | ۳ |                  |                  |  |  |                 |                 |
|  | آلمان               | ۲                   |         |   |                  |                  |  |  |                 |                 |
|  | آلمان               | ۲                   | فرانسه  | ۳ |                  |                  |  |  |                 |                 |
|  | ۵ اوت               |                     | فرانسه  | ۳ |                  |                  |  |  |                 |                 |
|  |                     | لهستان              | ۰       |   |                  |                  |  |  |                 |                 |
|  | اسلوونی             | لهستان              | ۰       | ۱ |                  |                  |  |  |                 |                 |
|  | اسلوونی             | ۷ اوت               |         | ۱ |                  |                  |  |  |                 |                 |
|  | لهستان              | ۳                   |         |   |                  |                  |  |  |                 |                 |
|  | لهستان              | ۳                   | لهستان  | ۳ |                  |                  |  |  |                 |                 |
|  | ۵ اوت               |                     | لهستان  | ۳ |                  |                  |  |  |                 |                 |
|  |                     | ایالات متحده آمریکا | ۲       |   | مسابقه مدال برنز | مسابقه مدال برنز |  |  |                 |                 |
|  | ایالات متحده آمریکا | ایالات متحده آمریکا | ۲       | ۳ | مسابقه مدال برنز | مسابقه مدال برنز |  |  |                 |                 |
|  | ایالات متحده آمریکا |                     | ۹ اوت   | ۳ |                  |                  |  |  |                 |                 |
|  | برزیل               | ۱                   |         |   |                  |                  |  |  |                 |                 |
|  | برزیل               | ۱                   | ایتالیا | ۰ |                  |                  |  |  |                 |                 |
|  |                     |                     |         |   |                  |                  |  |  |                 |                 |
|  | ایالات متحده آمریکا | ۳                   |         |   |                  |                  |  |  |                 |                 |
|  | ایالات متحده آمریکا | ۳                   |         |   |                  |                  |  |  |                 |                 |

### یک چهارم نهایی
| ۵ اوت ۲۰۲۴ ۰۹:۰۰ | اسلوونی                                | ۱–۳ | لهستان | ورزشگاه جنوبی ۱, پاریس تماشاگران: ۹٬۲۷۴ داورها: Scott Dziewirz (CAN)، Stefano Cesare (ITA) |
| ۵ اوت ۲۰۲۴ ۰۹:۰۰ | (۲۰–۲۵, ۲۶–۲۴, ۱۹–۲۵, ۲۰–۲۵) P2 Report |     |        | ورزشگاه جنوبی ۱, پاریس تماشاگران: ۹٬۲۷۴ داورها: Scott Dziewirz (CAN)، Stefano Cesare (ITA) |

| ۵ اوت ۲۰۲۴ ۱۳:۰۰ | ایتالیا                                       | ۳–۲ | ژاپن | ورزشگاه جنوبی ۱, پاریس تماشاگران: ۹٬۱۶۶ داورها: Ivaylo Ivanov (BUL)، Wojciech Maroszek (POL) |
| ۵ اوت ۲۰۲۴ ۱۳:۰۰ | (۲۰–۲۵, ۲۳–۲۵, ۲۷–۲۵, ۲۶–۲۴, ۱۷–۱۵) P2 Report |     |      | ورزشگاه جنوبی ۱, پاریس تماشاگران: ۹٬۱۶۶ داورها: Ivaylo Ivanov (BUL)، Wojciech Maroszek (POL) |

| ۵ اوت ۲۰۲۴ ۱۷:۰۰ | فرانسه                                        | ۳–۲ | آلمان | ورزشگاه جنوبی ۱, پاریس تماشاگران: ۹٬۴۰۵ داورها: Juraj Mokrý (SVK)، Denny Cespedes (DOM) |
| ۵ اوت ۲۰۲۴ ۱۷:۰۰ | (۱۸–۲۵, ۲۶–۲۸, ۲۵–۲۰, ۲۵–۲۱, ۱۵–۱۳) P2 Report |     |       | ورزشگاه جنوبی ۱, پاریس تماشاگران: ۹٬۴۰۵ داورها: Juraj Mokrý (SVK)، Denny Cespedes (DOM) |

| ۵ اوت ۲۰۲۴ ۲۱:۰۰ | ایالات متحده آمریکا                    | ۳–۱ | برزیل | ورزشگاه جنوبی ۱, پاریس تماشاگران: ۹٬۳۴۶ داورها: Vladimir Simonović (SUI)، Fabrice Collados (FRA) |
| ۵ اوت ۲۰۲۴ ۲۱:۰۰ | (۲۶–۲۴, ۲۸–۳۰, ۲۵–۱۹, ۲۵–۱۹) P2 Report |     |       | ورزشگاه جنوبی ۱, پاریس تماشاگران: ۹٬۳۴۶ داورها: Vladimir Simonović (SUI)، Fabrice Collados (FRA) |

### نیمه‌نهایی
| ۷ اوت ۲۰۲۴ ۱۶:۰۰ | لهستان                                        | ۳–۲ | ایالات متحده آمریکا | ورزشگاه جنوبی ۱, پاریس تماشاگران: ۹٬۳۳۳ داورها: Stefano Cesare (ITA)، Fabrice Collados (FRA) |
| ۷ اوت ۲۰۲۴ ۱۶:۰۰ | (۲۵–۲۳, ۲۵–۲۷, ۱۴–۲۵, ۲۵–۲۳, ۱۵–۱۳) P2 Report |     |                     | ورزشگاه جنوبی ۱, پاریس تماشاگران: ۹٬۳۳۳ داورها: Stefano Cesare (ITA)، Fabrice Collados (FRA) |

| ۷ اوت ۲۰۲۴ ۲۰:۰۰ | ایتالیا                         | ۰–۳ | فرانسه | ورزشگاه جنوبی ۱, پاریس تماشاگران: ۹٬۵۴۷ داورها: Denny Cespedes (DOM)، Ivaylo Ivanov (BUL) |
| ۷ اوت ۲۰۲۴ ۲۰:۰۰ | (۲۰–۲۵, ۲۱–۲۵, ۲۱–۲۵) P2 Report |     |        | ورزشگاه جنوبی ۱, پاریس تماشاگران: ۹٬۵۴۷ داورها: Denny Cespedes (DOM)، Ivaylo Ivanov (BUL) |

### مسابقه مدال برنز
| ۹ اوت ۲۰۲۴ ۱۶:۰۰ | ایتالیا                         | ۰–۳ | ایالات متحده آمریکا | ورزشگاه جنوبی ۱, پاریس تماشاگران: ۹٬۳۷۶ داورها: Ivaylo Ivanov (BUL)، Epaminondas Gerothodoros (GRE) |
| ۹ اوت ۲۰۲۴ ۱۶:۰۰ | (۲۳–۲۵, ۲۸–۳۰, ۲۴–۲۶) P2 Report |     |                     | ورزشگاه جنوبی ۱, پاریس تماشاگران: ۹٬۳۷۶ داورها: Ivaylo Ivanov (BUL)، Epaminondas Gerothodoros (GRE) |

### مسابقه مدال طلا
| ۱۰ اوت ۲۰۲۴ ۱۳:۰۰ | فرانسه                          | ۳–۰ | لهستان | ورزشگاه جنوبی ۱, پاریس تماشاگران: ۹٬۲۳۳ داورها: Stefano Cesare (ITA)، Hamid Al-Rousi (UAE) |
| ۱۰ اوت ۲۰۲۴ ۱۳:۰۰ | (۲۵–۱۹, ۲۵–۲۰, ۲۵–۲۳) P2 Report |     |        | ورزشگاه جنوبی ۱, پاریس تماشاگران: ۹٬۲۳۳ داورها: Stefano Cesare (ITA)، Hamid Al-Rousi (UAE) |

## رده‌بندی نهایی
| رتبه | تیم                 |
| ---- | ------------------- |
| 1    | فرانسه              |
| 2    | لهستان              |
| 3    | ایالات متحده آمریکا |
| ۴    | ایتالیا             |
| ۵    | اسلوونی             |
| ۶    | آلمان               |
| ۷    | ژاپن                |
| ۸    | برزیل               |
| ۹    | صربستان             |
| ۱۰   | کانادا              |
| ۱۱   | آرژانتین            |
| ۱۲   | مصر                 |

| قهرمان مردان المپیک ۲۰۲۴ |
| ------------------------ |
| · فرانسه · دومین عنوان   |

| ترکیب تیم قهرمان |
| بارتلمی شیننیز،جنیا گربنیکوف،ژان پتری،بنجامین تونیوتی،کوین تیلیه،اروین انگاپت،آنتوان بیزار،نیکولا لو گوف،تخور کلونو،یاسین لواتی،تئو فار،کانتن ژوفرا |
| سرمربی |
| آندره‌آ جیانی |

## مدال‌آوران
| طلا | نقره | برنز |
| فرانسهبارتلمی شیننیز · جنیا گربنیکوف · ژان پتری · بنجامین تونیوتی · کوین تیلیه · اروین انگاپت · آنتوان بیزار · نیکولا لو گوف · تخور کلونو · یاسین لواتی · تئو فار · کانتن ژوفراسرمربی: · آندره‌آ جیانی | لهستانلوکاس کاچمارک · بارتوش کورک · ویلفردو لئون · الکساندر شیوکا · گژگوش لوماش · یاکوب کوخانوفسکی · کامیل سمنیوک · پاوو زاتورسکی · مارچین یانوش · ماتئوش بینیک · توماش فورنال · نوربرت هوبرسرمربی: · نیکولا گربیچ | ایالات متحده آمریکا مت اندرسون · آرون راسل · جفری جندریک · توری دیفالکو · میکا کریستنسون · ماکسول هولت · مایکا مائا · توماس جاشکی · گرت مواگوتوتیا · تیلور آوریل · دیوید اسمیت · اریک شوجیسرمربی: · جان اسپرو |

## جایزه‌ها
اعلام و اهدای جوایز برندگان، در ۱۰ اوت ۲۰۲۴ انجام شد.
| موقعیت                          | بازیکن           |
| ------------------------------- | ---------------- |
| باارزش‌ترین بازیکن               | اروین انگاپت     |
| بهترین پاسور                    | آنتوان بیزار     |
| بهترین دریافت کننده قدرتی       | اروین انگاپت     |
| بهترین دریافت کننده قدرتی       | تخور کلونو       |
| بهترین مدافع میانی (میدل بلاکر) | یاکوب کوخانوفسکی |
| بهترین مدافع میانی (میدل بلاکر) | تیلور آوریل      |
| بهترین آبشارزن                  | ژان پتری         |
| بهترین لیبرو                    | جنیا گربنیکوف    |

## بهترین‌های از دید آمار
- تنها تیم‌های حاضر در مرحله یک‌چهارم نهایی رتبه‌بندی شده‌اند.

| رتبه | نام              | امتیاز |
| ---- | ---------------- | ------ |
| ۱    | ویلفردو لئون     | ۱۰۳    |
| ۲    | یوری رومانو      | ۱۰۰    |
| ۳    | اروین انگاپت     | ۹۲     |
| ۴    | آرون راسل        | ۹۰     |
| ۵    | الساندرو میکیلتو | ۸۹     |
| ۵    | مت اندرسون       | ۸۹     |

| رتبه | نام              | %Eff  |
| ---- | ---------------- | ----- |
| ۱    | یوری رومانو      | ۴۶٫۷۵ |
| ۲    | آرون راسل        | ۴۵٫۱۴ |
| ۳    | تخور کلونو       | ۴۳٫۸۰ |
| ۴    | مت اندرسون       | ۳۷٫۹۷ |
| ۵    | الساندرو میکیلتو | ۳۶٫۰۹ |

| رتبه | نام            | Avg  |
| ---- | -------------- | ---- |
| ۱    | جانلوکا گالاسی | ۰٫۶۸ |
| ۲    | تیلور آوریل    | ۰٫۶۷ |
| ۳    | روبرتو روسو    | ۰٫۶۴ |
| ۴    | بارتلمی شیننیز | ۰٫۵۴ |
| ۵    | دنیله لاویا    | ۰٫۵۰ |

| رتبه | نام          | Avg  |
| ---- | ------------ | ---- |
| ۱    | ویلفردو لئون | ۰٫۶۳ |
| ۲    | آنتوان بیزار | ۰٫۴۶ |
| ۳    | یوری رومانو  | ۰٫۴۱ |
| ۴    | ماکسول هولت  | ۰٫۳۳ |
| ۴    | نوربرت هوبر  | ۰٫۳۳ |

| رتبه | نام             | Avg  |
| ---- | --------------- | ---- |
| ۱    | میکا کریستنسون  | ۸٫۷۵ |
| ۲    | آنتوان بیزار    | ۷٫۱۳ |
| ۳    | مارچین یانوش    | ۶٫۲۵ |
| ۴    | سیمونه جیانلی   | ۶٫۰۵ |
| ۵    | بنجامین تونیوتی | ۱٫۱۳ |

| رتبه | نام           | %درصد |
| ---- | ------------- | ----- |
| ۱    | جنیا گربنیکوف | ۵۷٫۸۰ |
| ۲    | اروین انگاپت  | ۵۵٫۴۰ |
| ۳    | پاوو زاتورسکی | ۵۵٫۳۳ |
| ۴    | آرون راسل     | ۵۵٫۲۶ |
| ۵    | تخور کلونو    | ۵۳٫۷۰ |

Source: Olympics.com

## همچنین ببینید
- والیبال در المپیک تابستانی
- لیگ ملت‌های والیبال مردان ۲۰۲۴